# Raymonde Ansanay Alex
Raymonde Ansanay Alex (ur. w 1970 roku) – francuska narciarka alpejska, dwukrotna medalistka mistrzostw świata juniorów.

## Kariera
Największe sukcesy na arenie międzynarodowej Raymonde Ansanay Alex osiągnęła w 1988 roku, startując na mistrzostwach świata juniorów w Madonna di Campiglio. W dwóch pierwszych startach zajmowała kolejno dziesiąte miejsce w zjeździe i 21. miejsce w slalomie gigancie. Następnie zajęła trzecią pozycję w slalomie, w którym wyprzedziły ją jedynie Włoszka Renate Oberhofer oraz Tanis Hunt z USA. Brązowy medal wywalczyła także w kombinacji, tym razem plasując się za Austriaczką Sabine Ginther i kolejną reprezentantką USA, Kristą Schmidinger. Ansanay Alex nigdy nie zdobyła punktów do klasyfikacji generalnej Pucharu Świata. Nigdy też nie wystartowała na igrzyskach olimpijskich ani mistrzostwach świata.

## Osiągnięcia

### Mistrzostwa świata juniorów
| Miejsce | Dzień       | Rok  | Miejscowość          | Konkurencja | Czas biegu  | Strata  | Zwyciężczyni           |
| ------- | ----------- | ---- | -------------------- | ----------- | ----------- | ------- | ---------------------- |
| 10.     | 27 stycznia | 1988 | Madonna di Campiglio | Zjazd       | 1:15,24 min | +1,49 s | Andrea Schwarzenberger |
| 21.     | 30 stycznia | 1988 | Madonna di Campiglio | Gigant      | 1:53,22 min | +2,99 s | Sabine Ginther         |
| 3.      | 31 stycznia | 1988 | Madonna di Campiglio | Slalom      | 1:37,98 min | +1,01 s | Renate Oberhofer       |
| 3.      | 31 stycznia | 1988 | Madonna di Campiglio | Kombinacja  | ?           | ?       | Sabine Ginther         |